# Джексон-Сентер (Пенсільванія)
Джексон-Сентер (англ. Jackson Center) — місто (англ. borough) в США, в окрузі Мерсер штату Пенсільванія. Населення — 194 особи (2020).

## Географія
Джексон-Сентер розташований за координатами 41°16′23″ пн. ш. 80°8′23″ зх. д. / 41.27306° пн. ш. 80.13972° зх. д. (41.273129, -80.139680).  За даними Бюро перепису населення США в 2010 році місто мало площу 2,95 км², уся площа — суходіл.

## Демографія
Згідно з переписом 2010 року, у селищі мешкали 224 особи в 80 домогосподарствах у складі 58 родин. Густота населення становила 76 осіб/км².  Було 87 помешкань (30/км²).
Расовий склад населення:
| - 100,0 % — білих |

До двох чи більше рас належало 0,0 %. Частка іспаномовних становила 0,0 % від усіх жителів.
За віковим діапазоном населення розподілялося таким чином: 28,6 % — особи молодші 18 років, 61,6 % — особи у віці 18—64 років, 9,8 % — особи у віці 65 років та старші. Медіана віку мешканця становила 35,0 року. На 100 осіб жіночої статі у селищі припадало 96,5 чоловіків;  на 100 жінок у віці від 18 років та старших — 88,2 чоловіків також старших 18 років.
Середній дохід на одне домашнє господарство  становив 61 259 доларів США (медіана — 51 607), а середній дохід на одну сім'ю — 60 179 доларів (медіана — 52 500). Медіана доходів становила 35 000 доларів для чоловіків та 32 813 долари для жінок. За межею бідності перебувало 9,3 % осіб, у тому числі 14,9 % дітей у віці до 18 років та 0,0 % осіб у віці 65 років та старших.
Цивільне працевлаштоване населення становило 105 осіб. Основні галузі зайнятості: освіта, охорона здоров'я та соціальна допомога — 24,8 %, роздрібна торгівля — 18,1 %, виробництво — 18,1 %.